# Жемчужина Нила
«Жемчужина Нила» (англ. The Jewel of the Nile) — американский кинофильм 1985 года, являющийся продолжением фильма «Роман с камнем» (1984).

## Сюжет
Спустя шесть месяцев после событий первого фильма роман Джоан Уайлдер (Кэтлин Тернер) и Джека Колтона (Майкл Дуглас) стал выдыхаться. После швартовки в порту на юге Франции Джоан, страдающая писательским кризисом, хочет вернуться в Нью-Йорк, в то время как Джек предпочитает бесцельно путешествовать по миру на своей лодке «Анджелина». На автограф-конференции Джоан знакомится с Омаром Халифой (Спирос Фокас), очаровательным арабским правителем, который хочет, чтобы Джоан написала его биографию.
Джоан соглашается и уходит с Омаром, несмотря на протесты Джека. Позже Джек сталкивается с Ральфом (Дэнни Де Вито), мошенником из предыдущего приключения Джека и Джоан в Колумбии, который требует, чтобы Джек вернул камень, найденный им и Джоан. Вскоре после этого араб Тарак (Пол Дэвид Магид) сообщает Джеку об истинных намерениях Омара и утверждает, что у Омара есть «Жемчужина Нила»; как только Тарак заканчивает свои объяснения, «Анджелина» взрывается от бомбы, установленной одним из людей Омара. Ральф и Джек объединяются, чтобы найти Джоан и легендарный драгоценный камень.
Джоан вскоре обнаруживает, что Омар - жестокий диктатор, а не просвещенный правитель, который, как он утверждал, объединит арабский мир. В дворцовой тюрьме Джоан встречает Аль-Джульхару (Авнер Айзенберг), святого человека, который на самом деле является «Жемчужиной Нила» и которого боится Омар. Аль-Джульхара рассказывает Джоан, что Омар планирует провозгласить себя правителем всего арабского мира на церемонии в городе Кадир.
Понимая, что Аль-Джульхара - единственный, кто может остановить Омара, Джоан решает сама сопроводить его в Кадир. Пара сбегает и находит Джека, и они убегают в пустыню на угнанном Омаром истребителе F-16. Ральф попадает в плен к мятежному суфийскому племени Тарака, которое поклялось защищать Жемчужину, чтобы она могла исполнить предназначение его народа.
После встречи с горным племенем нубийцев роман Джоан и Джека разгорается вновь. Джоан говорит Джеку, что Жемчужина - это не драгоценный камень, а Аль-Джульхара. В Кадире Омар намерен использовать спецэффект «дым и зеркало», созданный британским рок-промоутером, чтобы убедить зрителей в том, что он - пророк, который объединит арабский мир. Джек, Джоан и Аль-Джульхара прибывают, чтобы разоблачить Омара, но попадают в плен. Омар подвешивает Джека и Джоан на веревках над глубокой ямой (сценарий взят из самого продаваемого романа Джоан «Тайна дикаря»), в то время как Аль-Джульхара находится в частоколе. Ральф вместе с племенем суфиев прибывает вовремя, чтобы спасти пленников.
Когда Омар выходит в центр сцены, чтобы обратиться к арабскому народу, Джек и Джоан срывают церемонию, в то время как суфийцы сражаются с охраной Омара. Вспыхивает пожар, охватывающий сцену Омара. Джека и Джоан разлучают, и Омар загоняет Джоан в угол на вершине горящих строительных лесов. Ральф, используя гигантский подъемный кран, помогает Джеку добраться до Джоан в самый последний момент; он пинком сбрасывает Омара за борт в бушующее пламя, убивая его. Аль-Джульхара поднимается и благополучно проходит через пылающий ад, исполняя пророчество о том, что он является истинным духовным лидером.
На следующий день Аль-Джульхара женит Джека и Джоан. В то время как Ральф искренне рад за Джека и Джоан, он сокрушается, что ничего не добился за свои усилия, но Тарак признает, что он настоящий друг суфиев, и дарит ему украшенный драгоценными камнями кинжал, когда Джек и Джоан счастливо уплывают вниз по Нилу.

## В ролях
- Кэтлин Тёрнер — Джоан Уайлдер / Joan Wilder
- Майкл Дуглас — Джек Колтон / Jack Colton
- Дэнни Де Вито — Ральф / Ralph
- Спирос Фокас — Омар / Omar

## Съёмки
- Спустя две недели после начала работы над фильмом дизайнер декораций Ричард Доукинг и менеджер по производству Брайан Коатс разбились в авиакатастрофе во время полёта над Марокко, где искали места, подходящие для съёмок.
- Кэтлин Тёрнер пыталась отказаться от участия в фильме, несмотря на контракт; студия Twentieth Century Fox пригрозила ей иском размером в 25 миллионов долларов, если она откажется от проекта.
- Местных жителей Арака, Барака, Карака, Сарака и Тарака сыграли члены труппы жонглёров «Летающие братья Карамазовы».